# Ferdinand-Célestin Contat
Ferdinand Célestin Contat , né le 30 septembre 1902 à La Balme-de-Thuy en Haute-Savoie où il est mort le 23 juin 1940, est un des hommes les plus grands du monde ayant existé.
Surnommé « le géant savoyard », Ferdinand Contat mesurait 2,35 m pour un poids de 206 kg et chaussait du 63/64 (pointure européenne). Il fut le plus grand conscrit de France.

## Biographie
Quatrième d'une famille de 6 enfants, Ferdinand-Célestin Contat est un enfant qui a une croissance normale. La taille dans la famille avoisine généralement les 1,60 m. Dans le cas de Ferdinand Célestin Contat, sa croissance se poursuit pour atteindre 1,99 m pour 180 kg à 20 ans. Il est employé dans la ferme de ses parents.
Son imposante carrure le fait remarquer et il est embauché en 1924 par la famille Spirkel, il mesurait alors 2,35 m pour 206 kg. Il lui fallait 12 croissants et plus d'un litre de lait au petit déjeuner,. Il partit donc au côté d'autres « phénomènes de cirque » comme Thérésina, pesant 514 livres (257 kilos) parcourir toute la France, et très vite il fut rebaptisé le géant savoyard. Ne pouvant oublier sa Savoie natale il y revenait chaque année et y mourut en 1940. Pour transporter son cercueil il fallut 6 hommes, il voulut qu’après sa mort on le laisse reposer en paix et refusa de quelconques commémorations.